# Cogreg (Cikatomas)
Cogreg is een bestuurslaag in het regentschap Tasikmalaya van de provincie West-Java, Indonesië. Cogreg telt 8111 inwoners (volkstelling 2010).